# Undisputed Attitude
Undisputed Attitude – cover album thrashmetalowego zespołu Slayer, zawierający punkowe covery oraz trzy nowe piosenki tej grupy. Chociaż początkowa idea zakładała nagranie heavymetalowych coverów, to jednak lider zespołu Kerry King postanowił na oddanie hołdu punkowym zespołom, które swoją twórczością miały największy wpływ na to, w którą stronę muzyka zespołu poszła oraz "uczyniły Slayer tym czym jest". Wszystkie covery, które znalazły się na płycie wybrał Kerry King. Jeff Hanneman, który najbardziej w zespole inspirował się punkiem w latach 1984-85 nagrał cztery punkowe piosenki, dwie z nich "Can't Stand You" oraz "Ddamm (Drunk Drivers Against Mad Mothers)" zostały wykorzystane na płycie.

## Lista utworów
| Nr  | Tytuł utworu                                  | Autorzy                                                      | Wykonawca oryginalny | Długość |
| --- | --------------------------------------------- | ------------------------------------------------------------ | -------------------- | ------- |
| 1.  | „Disintegration/Free Money”                   | Eric Mastrokalos, Brett Dodwell, Roy Hansen                  | Verbal Abuse         | 1:41    |
| 2.  | „Verbal Abuse/Leeches”                        | Mastrokalos, Dodwell, Hansen                                 | Verbal Abuse         | 1:58    |
| 3.  | „Abolish Government/Superficial Love”         | Jack Grisham, Ron Emory, Mike Roche, Todd Barnes             | T.S.O.L.             | 1:48    |
| 4.  | „Can't Stand You”                             | Jeff Hanneman                                                | Pap Smear            | 1:27    |
| 5.  | „DDAMM (Drunk Drivers Against Mad Mothers)”   | Jeff Hanneman                                                | Pap Smear            | 1:01    |
| 6.  | „Guilty of Being White”                       | Ian MacKaye                                                  | Minor Threat         | 1:07    |
| 7.  | „I Hate You”                                  | Mastrokalos, Dodwell, Hansen                                 | Verbal Abuse         | 2:16    |
| 8.  | „Filler/I Don't Want to Hear It”              | MacKaye, Lyle Preslar, Brian Baker, Jeff Nelson              | Minor Threat         | 2:28    |
| 9.  | „Spiritual Law”                               | Casey Royer, Rikk Agnew, John Calabro                        | D.I.                 | 3:00    |
| 10. | „Mr. Freeze”                                  | Kyle Toucher                                                 | Dr. Know             | 2:24    |
| 11. | „Violent Pacification”                        | Spike Cassidy, Kurt Brecht                                   | D.R.I.               | 2:38    |
| 12. | „Richard Hung Himself”                        | Royer, Fred Traccone                                         | D.I.                 | 3:22    |
| 13. | „I'm Gonna Be Your God (I Wanna Be Your Dog)” | James Osterberg, Ron Asheton, Scott Asheton, David Alexander | The Stooges          | 2:58    |
| 14. | „Gemini”                                      | Kerry King, Tom Araya                                        | Slayer               | 4:53    |
|     |                                               |                                                              |                      | 33:01   |

| Edycja europejska | Edycja europejska                             | Edycja europejska                                            | Edycja europejska    | Edycja europejska |
| Nr                | Tytuł utworu                                  | Autorzy                                                      | Wykonawca oryginalny | Długość           |
| ----------------- | --------------------------------------------- | ------------------------------------------------------------ | -------------------- | ----------------- |
| 1.                | „Disintegration/Free Money”                   | Eric Mastrokalos, Brett Dodwell, Roy Hansen                  | Verbal Abuse         | 1:41              |
| 2.                | „Verbal Abuse/Leeches”                        | Mastrokalos, Dodwell, Hansen                                 | Verbal Abuse         | 1:58              |
| 3.                | „Abolish Government/Superficial Love”         | Jack Grisham, Ron Emory, Mike Roche, Todd Barnes             | T.S.O.L.             | 1:48              |
| 4.                | „Can't Stand You”                             | Jeff Hanneman                                                | Pap Smear            | 1:27              |
| 5.                | „DDAMM (Drunk Drivers Against Mad Mothers)”   | Jeff Hanneman                                                | Pap Smear            | 1:01              |
| 6.                | „Guilty of Being White”                       | Ian MacKaye                                                  | Minor Threat         | 1:07              |
| 7.                | „I Hate You”                                  | Mastrokalos, Dodwell, Hansen                                 | Verbal Abuse         | 2:16              |
| 8.                | „Filler/I Don't Want to Hear It”              | MacKaye, Lyle Preslar, Brian Baker, Jeff Nelson              | Minor Threat         | 2:28              |
| 9.                | „Spiritual Law”                               | Casey Royer, Rikk Agnew, John Calabro                        | D.I.                 | 3:00              |
| 10.               | „Sick Boy”                                    | Colin "Jock" Blyth, Colin Abrahall, Ross Lomas               | G.B.H.               | 2:14              |
| 11.               | „Mr. Freeze”                                  | Kyle Toucher                                                 | Dr. Know             | 2:24              |
| 12.               | „Violent Pacification”                        | Spike Cassidy, Kurt Brecht                                   | D.R.I.               | 2:38              |
| 13.               | „Richard Hung Himself”                        | Royer, Fred Traccone                                         | D.I.                 | 3:22              |
| 14.               | „I'm Gonna Be Your God (I Wanna Be Your Dog)” | James Osterberg, Ron Asheton, Scott Asheton, David Alexander | The Stooges          | 2:58              |
| 15.               | „Gemini”                                      | Kerry King, Tom Araya                                        | Slayer               | 4:53              |
|                   |                                               |                                                              |                      | 35:15             |

| Edycja japońska | Edycja japońska                               | Edycja japońska                                              | Edycja japońska      | Edycja japońska |
| Nr              | Tytuł utworu                                  | Autorzy                                                      | Wykonawca oryginalny | Długość         |
| --------------- | --------------------------------------------- | ------------------------------------------------------------ | -------------------- | --------------- |
| 1.              | „Disintegration/Free Money”                   | Eric Mastrokalos, Brett Dodwell, Roy Hansen                  | Verbal Abuse         | 1:41            |
| 2.              | „Verbal Abuse/Leeches”                        | Mastrokalos, Dodwell, Hansen                                 | Verbal Abuse         | 1:58            |
| 3.              | „Abolish Government/Superficial Love”         | Jack Grisham, Ron Emory, Mike Roche, Todd Barnes             | T.S.O.L.             | 1:48            |
| 4.              | „Can't Stand You”                             | Jeff Hanneman                                                | Pap Smear            | 1:27            |
| 5.              | „DDAMM (Drunk Drivers Against Mad Mothers)”   | Jeff Hanneman                                                | Pap Smear            | 1:01            |
| 6.              | „Guilty of Being White”                       | Ian MacKaye                                                  | Minor Threat         | 1:07            |
| 7.              | „I Hate You”                                  | Mastrokalos, Dodwell, Hansen                                 | Verbal Abuse         | 2:16            |
| 8.              | „Filler/I Don't Want to Hear It”              | MacKaye, Lyle Preslar, Brian Baker, Jeff Nelson              | Minor Threat         | 2:28            |
| 9.              | „Spiritual Law”                               | Casey Royer, Rikk Agnew, John Calabro                        | D.I.                 | 3:00            |
| 10.             | „Sick Boy”                                    | Colin "Jock" Blyth, Colin Abrahall, Ross Lomas               | G.B.H.               | 2:14            |
| 11.             | „Mr. Freeze”                                  | Kyle Toucher                                                 | Dr. Know             | 2:24            |
| 12.             | „Violent Pacification”                        | Spike Cassidy, Kurt Brecht                                   | D.R.I.               | 2:38            |
| 13.             | „Memories of Tomorrow”                        | Mike Muir, Louiche Mayorga                                   | Suicidal Tendencies  | 0:54            |
| 14.             | „Richard Hung Himself”                        | Royer, Fred Traccone                                         | D.I.                 | 3:22            |
| 15.             | „I'm Gonna Be Your God (I Wanna Be Your Dog)” | James Osterberg, Ron Asheton, Scott Asheton, David Alexander | The Stooges          | 2:58            |
| 16.             | „Gemini”                                      | Kerry King, Tom Araya                                        | Slayer               | 4:53            |
|                 |                                               |                                                              |                      | 36:09           |

## Twórcy
| - Tom Araya – śpiew, gitara basowa - Jeff Hanneman – gitara - Kerry King – gitara - Paul Bostaph – perkusja - Rick Rubin – główny producent - Dave Sardy – producent, miksy - Wes Benscoter – praca artystyczno-wizualna, ilustracje - Ralph Cacciurri – pomocnik inżyniera | - Bryan Davis – pomocnik inżyniera - Jim Giddenes – pomocnik inżyniera - Greg Gordon – inżynier dźwięku - Dennis Keeley – fotograf - Michael Lavine – fotograf, twórca okładki - Stephen Marcussen – mastering - Bill Smith – pomocnik inżyniera - Dirk Walter – kierownik pracy artystyczno-wizualnej, projektant |

## Pozycje na listach
| Lista                | Kraj              | Pozycja |
| -------------------- | ----------------- | ------- |
| Billboard 200        | Stany Zjednoczone | 34      |
| Media Control Charts | Niemcy            | 45      |
| UK Albums Chart      | Wielka Brytania   | 31      |
| Sverigetopplistan    | Szwecja           | 20      |
| MegaCharts           | Holandia          | 33      |
| ARIA Charts          | Australia         | 16      |
| Ö3 Austria Top 40    | Austria           | 43      |
| Recorded Music NZ    | Nowa Zelandia     | 22      |